# Bachahalli, Chik Ballapur
Bachahalli là một làng thuộc tehsil Chik Ballapur, huyện Kolar, bang Karnataka, Ấn Độ.